# Botești (Neamț)
Pour les articles homonymes, voir Boțești.
Botești est une commune roumaine du județ de Neamț, dans la région historique de Moldavie et dans la région de développement du Nord-Est.

## Géographie
La commune de Botești est située dans le nord-est du județ, dans la plaine moldave, non loin de la Moldova, à la limite avec le județ de Iași, à 20 km au nord-ouest de Roman et à 40 km au nord-est de Piatra Neamț, le chef-lieu du județ.
La municipalité est composée des trois villages suivants (population en 1992) :
- Barticești (1 795) ;
- Botești (501), siège de la municipalité ;
- Nisiporești (2 097).

## Politique
| Période                                  | Période  | Identité      | Étiquette | Qualité |
| ---------------------------------------- | -------- | ------------- | --------- | ------- |
| Les données manquantes sont à compléter. |          |               |           |         |
|                                          | 2012     | Angela Boroș  | PDL       |         |
| 2012                                     | En cours | Georgeta Blaj | PSD       |         |

| Parti | Parti                                                 | Sièges |
| ----- | ----------------------------------------------------- | ------ |
|       | Parti social-démocrate (PSD)                          | 7      |
|       | Parti national libéral (PNL)                          | 6      |
|       | Alliance des libéraux et démocrates (ALDE)            | 1      |
|       | Union nationale pour le progrès de la Roumanie (UNPR) | 1      |

## Religions
En 2002, la composition religieuse de la commune était la suivante(statistiques incluant les villages qui se sont séparés depuis de la commune de Botești) :
- Catholiques romains, 67,08 % ;
- Chrétiens orthodoxes, 32,80 %.

## Démographie
En 2002, la commune comptait 6 027 Roumains (95,18 %) et 298 Tsiganes (4,70 %).
En 2004, les villages de David, Moreni, Munteni, Văleni ont quitté la commune de Botești pour former la commune de Văleni.
| 2002  | 2007  |
| ----- | ----- |
| 6 332 | 4 844 |

## Économie
L'économie de la commune repose sur l'agriculture. La commune dispose de 2 733 ha de terres arables, de 157 ha de pâturages et de 137 ha de prairies.

## Communications

### Routes
La commune de Botești est située en partie sur la route nationale DN2 (Route européenne 85) Roman-Suceava.